# Sergi Bruguera
Sergi Bruguera Torner (Barcelona, 16 de janeiro de 1971) é um ex-tenista espanhol. Seu feitos mais notáveis foram os dois títulos do torneio de Roland Garros em 1993 e 1994. Atualmente disputa o Tour of Champions, torneio pra jogadores de tênis com mais de 30 anos.

## Grand Slam finais

### Simples: 3 (2–1)
| Resultado | Ano  | Campeonato        | Piso   | Oponente            | Placar                  |
| Campeão   | 1993 | Roland Garros     | Saibro | Jim Courier         | 6–4, 2–6, 6–2, 3–6, 6–3 |
| Campeão   | 1994 | Roland Garros (2) | Saibro | Alberto Berasategui | 6–3, 7–5, 2–6, 6–1      |
| Vice      | 1997 | Roland Garros     | Saibro | Gustavo Kuerten     | 3–6, 4–6, 2–6           |

## Masters Series finais

### Simples: 5 (2–3)
| Resultado | Ano  | Campeonato      | Piso   | Oponente        | Placar                   |
| Campeão   | 1991 | Monte Carlo     | Saibro | Boris Becker    | 5–7, 6–4, 7–6(6), 7–6(4) |
| Campeão   | 1993 | Monte Carlo (2) | Saibro | Cédric Pioline  | 7–6(2), 6–0              |
| Vice      | 1994 | Monte Carlo     | Saibro | Andrei Medvedev | 5–7, 1–6, 3–6            |
| Vice      | 1995 | Rome            | Saibro | Thomas Muster   | 6–3, 6–7(5), 2–6, 3–6    |
| Vice      | 1997 | Miami           | Duro   | Thomas Muster   | 6–7(6), 3–6, 1–6         |

## Olimpíadas

### Simples: 1 (1 prata)
| Resultado | Ano  | Campeonato | Piso | Oponente     | Placar        |
| --------- | ---- | ---------- | ---- | ------------ | ------------- |
| Prata     | 1996 | Atlanta    | Duro | Andre Agassi | 6–2, 6–3, 6–1 |

## {Ligações externas
- «Perfil de Sergi Bruguera» (em inglês). arquivado do sítio Sports-Reference.com